# الطيبة (الرقة)
الطيبة قرية سورية تتبع ناحية سلوك في منطقة تل أبيض في محافظة الرقة. بلغ عدد سكانها 592 نسمة في عام 2004 حسب إحصاء المكتب المركزي للإحصاء.